# Rutger V van Boetzelaer

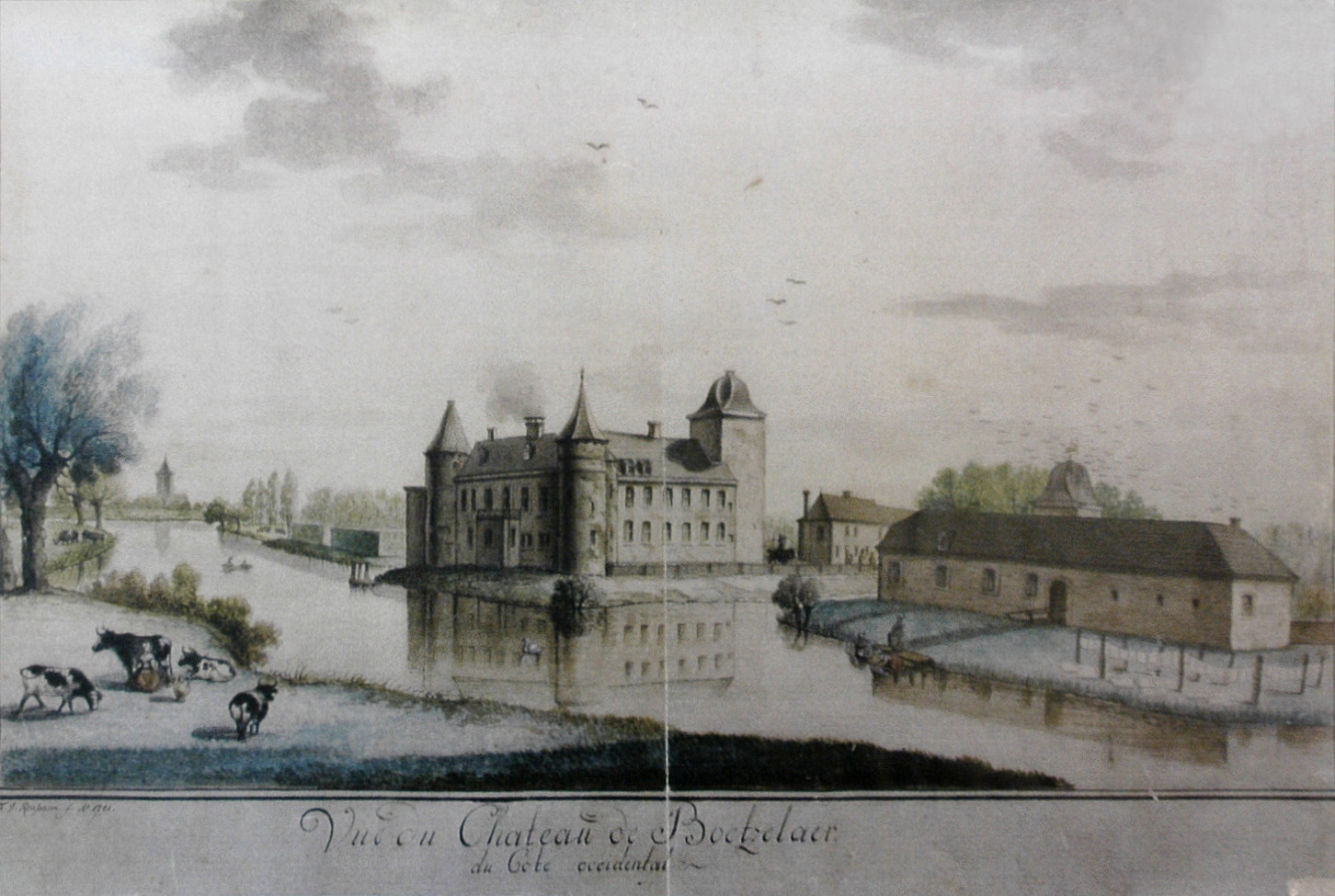
Burg Boetzelaer in Kalkar-Appeldorn, 1791. Stamburcht van de Duitse tak van de familie

Rutger van Boetzelaer (ca. 1472 – 24 september 1545) was een leenman van de hertog van Brabant en een telg uit het geslacht Van Boetzelaer.
Rutger werd geboren als zoon van Josina de Mol, vrouwe van Deurne, en Wessel V van Boetzelaer, heer van Langerak, Asperen en half-Nieuwpoort. Hij volgde zijn ouders in al deze heerlijkheden op, maar deed Deurne nog in het jaar van de belening (1499) over aan zijn stiefvader, Henrick Taije.
Rutger van Boetzelaer was (strategisch) in 1499 gehuwd met Bertha van Arkel (ca. 1480 - 15 oktober 1558), begraven te Asperen. Zij was een dochter van Otto van Arkel van Heukelom, heer van Heukelum, Weerdenburg en Ammersoijen (27 februari 1442 - 12 juni 1503) en Walravina van Broeckhuysen, vrouwe van Weerdenburg, Leijenburg en Ammerzode van 1494 tot 1511 (1460 - ca. 1514). Rutger werd begraven in de kerk van Asperen.
Uit het huwelijk van Rutger en Bertha zijn de volgende kinderen geboren:
1. Frantz van den Boetzelaer, minnebroeder.
2. Gijsbrecht van den Boetzelaer, commandeur van de Duitse Orde.
3. Christiaan van den Boetzelaer. Hij trouwde met Anna van Lockhorst (ca. 1510-?).
4. Wessel VI van den Boetzelaer, vrijheer van Asperen, heer van Langerak, half Nieuwpoort en Carnisse (ca. 1500-1575). Hij trouwde in 1519 met Françoise van Praet, vrouwe van Moerkerken en Carnisse (ca. 1505 - Asperen, 6 oktober 1562). Zij was een dochter van Lodewijk van Praet van Moerkerken en Catharina bastaarddochter van Egmond.
5. Otto van den Boetzelaer (-1545).
6. Gerrit van Boetzelaer, pastoor van Asperen.
7. Elburg van den Boetzelaer, abdis van Rijnsburg van 1553 tot 1568 (ca. 1510 - Rijnsburg, 1568).
8. Walrave van Boetzelaer, non in Rijnsburg.
9. Walburg van Boetzelaer, vrouwe van Maerle. Zij trouwde (1) ca. 1527 met Roland van Baillermont. Zij trouwde (2) ca. 1550 met Adriaan de Noijelles.
10. Johanna van den Boetzelaer. Zij trouwde met Johan V Zoudenbalch.
11. Johan van den Boetzelaer (ca. 1509 - 1588). Hij trouwde (1) ca. 1549 met Doede van Holdinga (ca. 1525 - 6 augustus 1566). Hij trouwde (2) ca. 1570 met Sophia van Pallaes.